# 목륜
목륜(目輪)은 조선 중종(中宗) 20년(1525년) 10월 이순(李純)은 중국에서 들어온 <혁상신서(革象新書)>에서 목륜이라는 관측기를 보고 그것을 본따서 만들었다. 지름 33.9cm의 놋쇠 원반(圓盤)의 앞뒷면에 황도남북(黃道南北)의 항성(恒星)들이 각각 정밀하게 새겨졌고, 원주(圓周)에 따라 주천도(周天度)가 있고 회전하는 규형(窺衡)이 달려 있다. 이것은 중세 아라비아의 아스트롤라베(astrolabe)의 조선제(朝鮮製)라 할 수 있겠다.

## 같이 보기
- 조선의 과학과 기술